# Gąszczówka
Gąszczówka – zniesiona kolonia w Polsce położona w województwie łódzkim, w powiecie radomszczańskim, w gminie Kodrąb.
Nazwa została zniesiona z 2025 r.
W latach 1975–1998 miejscowość administracyjnie należała do województwa piotrkowskiego.